# Wilhelm Tangermann

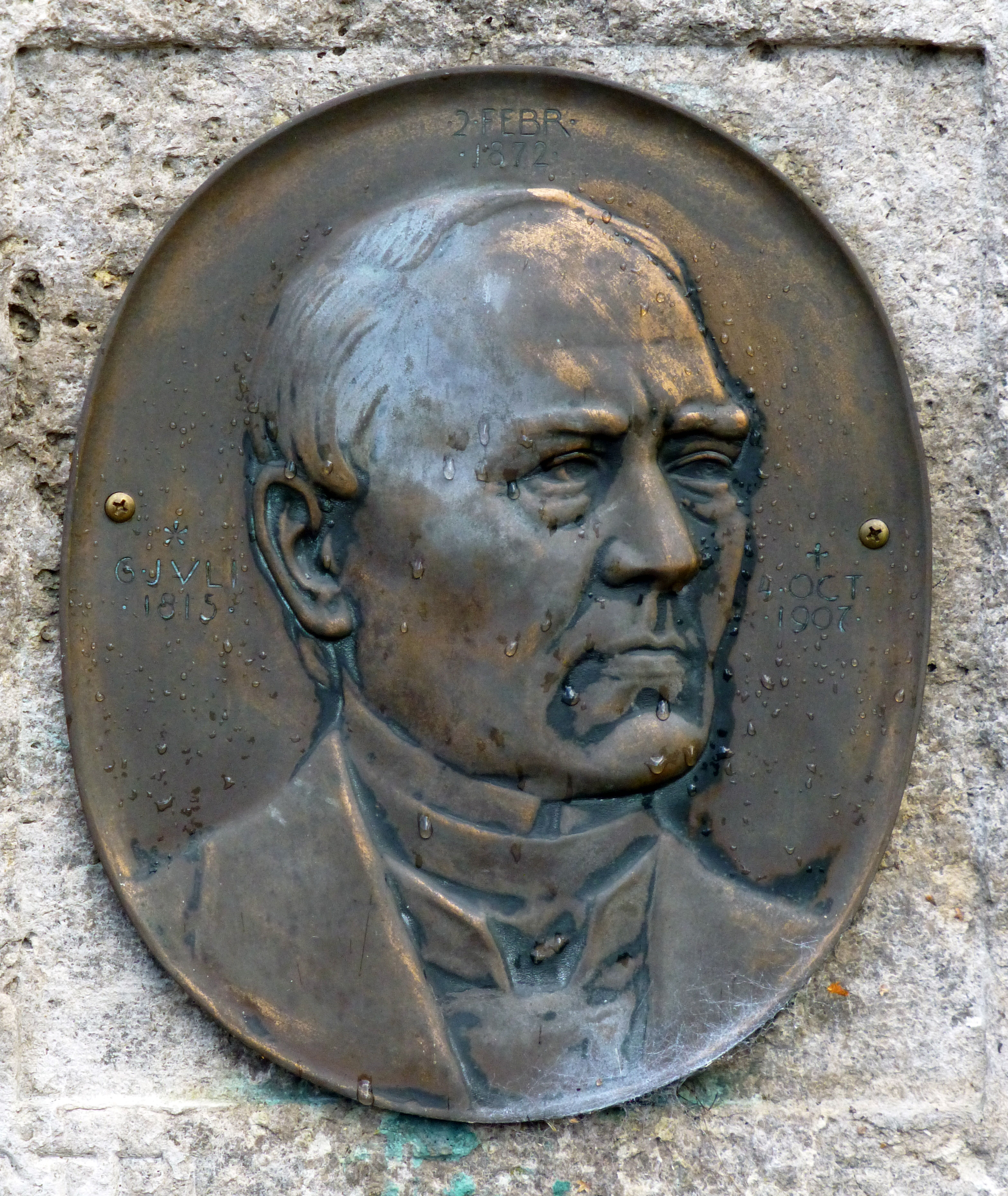
Bronzerelief vom Bildhauer Johann Baptist Schreiner 1910

Friedrich Wilhelm Tangermann (* 6. Juli 1815 in Essen; † 4. Oktober 1907 in Köln) war ein römisch-katholischer, später altkatholischer Theologe und Schriftsteller.

## Leben

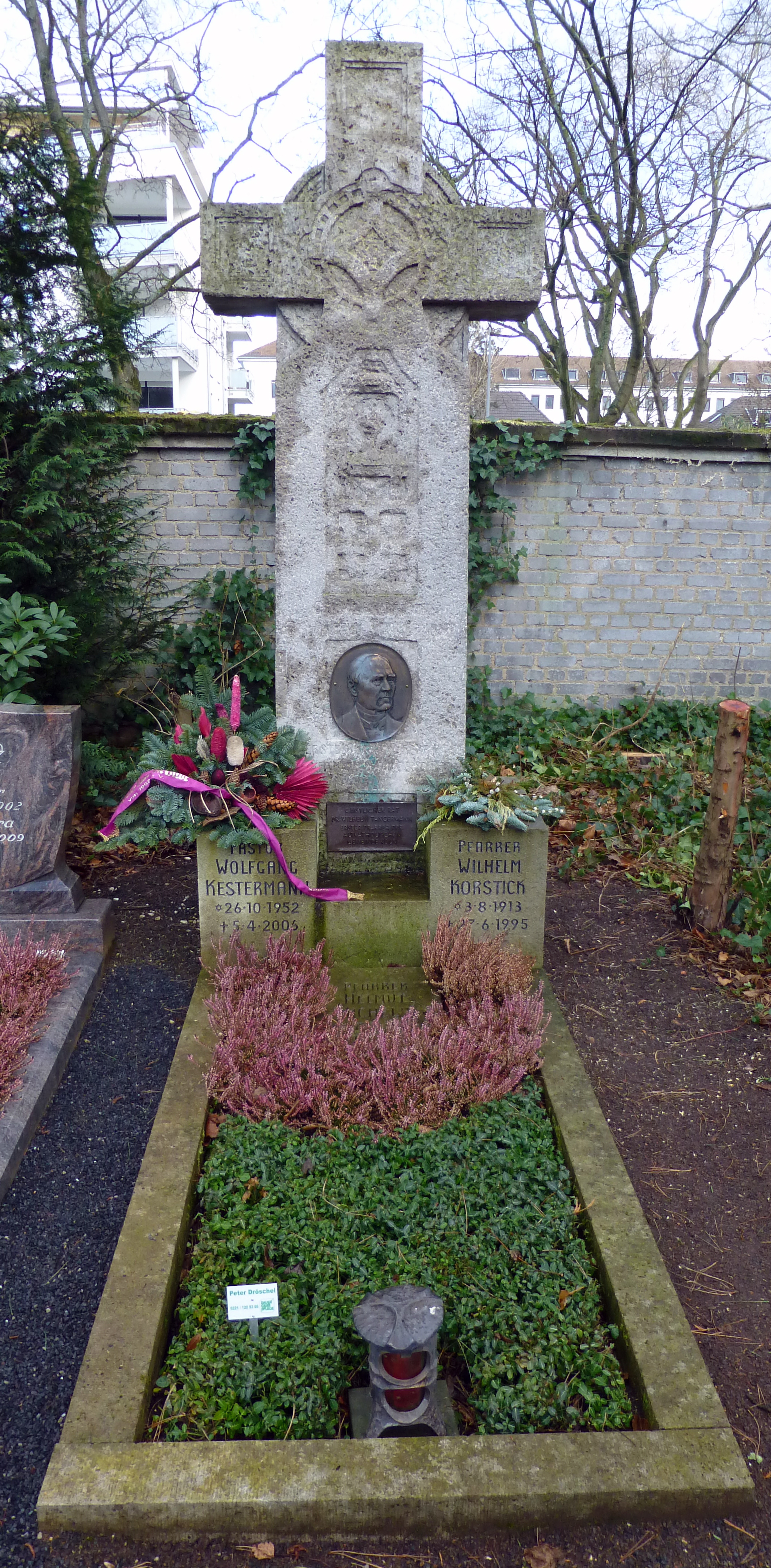
Grabstätte auf dem Kölner Melaten-Friedhof

Friedrich Wilhelm Tangermann wurde in eine in einfachen Verhältnissen lebende Bürgerfamilie geboren. Nach dem frühen Tod des Vaters musste er den Kaufmannsberuf ergreifen. Hiermit unzufrieden, begann er 1839 in Münster das Theologiestudium, das er ab 1842 in München fortsetzte. 1844 erfolgte Aufnahme in das erzbischöfliche Klerikerseminar in Köln, im Folgejahr wurde er zum Priester geweiht.
Nach mehreren Pfarrverwaltungen und einer vieljährigen Tätigkeit als Seelsorger in Neuss übernahm er 1864 ein Pfarramt in Unkel. 1867 wurde er zum Dr. phil. in Würzburg promoviert. Aufgrund von Differenzen mit seinen kirchlichen Vorgesetzten, besonders in der Frage des päpstlichen Unfehlbarkeitsdogmas, wurde er 1870 seines Amtes enthoben. Er lebte daraufhin in Bonn, bis er 1874 Pfarrer der neugegründeten altkatholischen Gemeinde in Köln wurde. 1888 zog er sich aus dieser Stellung zurück.
In seinem Ruhestand widmete sich Tangermann der Schriftstellerei. Teilweise veröffentlichte er seine Werke unter dem Pseudonym Viktor Granella. Tangermann war dem Kreis um Christoph Bernhard Schlüter zuzurechnen und stand in Kontakt zu Annette von Droste-Hülshoff.
Friedrich Wilhelm Tangermanns Grabstätte befindet sich auf dem Kölner Melaten-Friedhof (Flur 102). Das Grabmal wurde 1910 vom Bildhauer Johann Baptist Schreiner entworfen. Die Grabstätte dient der altkatholischen Gemeinde in Köln bis heute als Priestergrab.

## Veröffentlichungen (Auswahl)
- Wahrheit, Schönheit und Liebe«, philosophisch-ästhetische Studien (Leipz. 1867);
- Patriotische Lieder und Zeitgedichte« (Bonn 1871);
- Aus zwei Welten. Wahrheit und Dichtung« (Leipz. 1871); Diotima«, kulturhistorische Novelle (Köln u. Leipz. 1873); * Herz und Welt«, Dichtungen(Leipz. 1876);
- Sions Harfenklänge« (Bonn 1886). Unter seinem wahren Namen erschienen:
- Zur Charakteristik der kirchlichen Zustände« (Leipz. 1874);
- Philosophie und Christentum in ihren Beziehungen zur Kultur- und Religionsfrage« (das. 1876);
- Das liberale Prinzip in seiner ethischen Bedeutung für Staat und Kirche etc.« (3. Aufl., Köln 1886);
- Philosophie und Poesie«, Sonettenkränze (das. 1886);
- Neuer Frühling, neues Leben. Zeitbetrachtungen« (Essen 1889);
- Natur und Geist«, spekulative Erörterungen(Gotha 1894);
- Leben, Licht und Liebe«, eine Weihnachtsgabe (Leipz. 1894);
- Morgen und Abend. Erinnerungen, Lebensbilder u. Selbstbekenntnisse« (das. 1895);
- Blumen und Sterne«, Gedichte (das. 1896);
- Erkenntnis und Liebe, die schönsten Leitsterne des Lebens«, Gedichte (Essen 1906)

## Weblink
- Friedrich Wilhelm Tangermann im Lexikon Westfälischer Autorinnen und Autoren